# Sven Allard

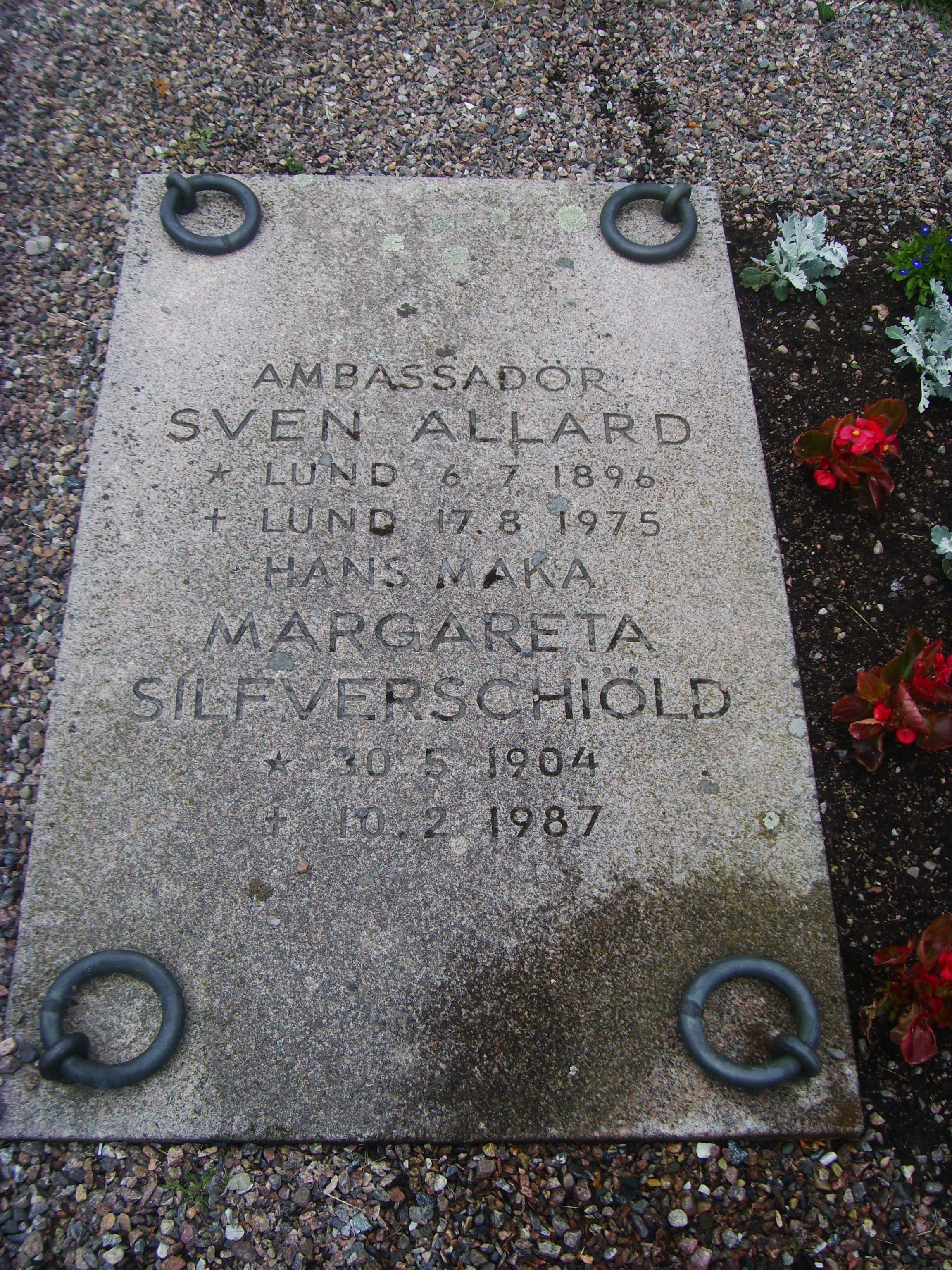
Sven Allards och hustrun Margaretas gravsten på Tjällmo kyrkogård.

Sven Allard, född 6 juli 1896 på gården Klofstenalund (Lund) i Tjällmo socken, Östergötland, död 17 augusti 1975 på Klofstenalund, var en svensk diplomat.

## Biografi
Sven Allard var son till godsägaren Ernst Joel Andersson och Maria Allard. Han blev fil. kand. 1918 och jur. kand. 1920. Han började som attaché på utrikesdepartementet 1921 och blev andre legationssekreterare i Bryssel och Haag 1925, andre sekreterare på utrikesdepartementet 1927 och förste vice konsul i London 1930, samt förste legationssekreterare i Warszawa 1932, i Rom 1933 och i Paris 1934. Han blev handelsråd i Paris 1934, legationsråd och chargé d’affaires i Aten 1938, i Ankara 1939–1940 och i Sofia 1941.
Allard blev envoyé i Kina 1943. Åren 1947–1949 tjänstgjorde han på utrikesdepartementet som handelsfördragsförhandlare. Han var sedan envoyé i Bukarest, Budapest och Sofia 1949–1951, i Prag och Budapest 1951–1954 samt i Wien från 1954, Sveriges ambassadör i Wien 1956–1964. Han var regeringsombud för hjälpaktionen i Grekland 1942–1943, samt blev regeringsrepresentant vid FN:s livsmedels- och jordbruksorganisation i Rom 1964.
Allard gifte sig 1933 med friherrinnan Margareta Silfverschiöld (1904–1987), dotter till överstekammarjunkaren friherre Otto Silfverschiöld och Ingeborg von Horn.

## Utmärkelser
- Kommendör med stora korset av Nordstjärneorden, 5 juni 1960.[2]